# Antonov An-24
Antonov An-24 este un avion de transport bimotor turbopropulsor cu 44 de locuri. Este proiectat în anul 1957 de către Biroul de Proiectări Antonov, (Ucraina) și fabricat în Uniunea Sovietică între anii 1959-1979. Fiind exploatat atât de aviația civilă cât și de cea militară a peste 30 de țări, au fost construite în total 1367 de aeronave (inclusiv Xian Y7, fabricat în China). Există și versiunea cargo. În mai 2010, mai erau în serviciu 880 An-24, dintre care 292 în țările fostei Uniuni Sovietice și în Africa. Producția versiunii modernizate continuă încă în China și este fabricat sub licență de către o corporație chineză, sub denumirea Xian Y7 sau Xian Ma60, cel din urmă fiind echipat cu avionică și motorizare occidentală.

## În România
România a avut în dotarea armatei și tarom 11 aparate.

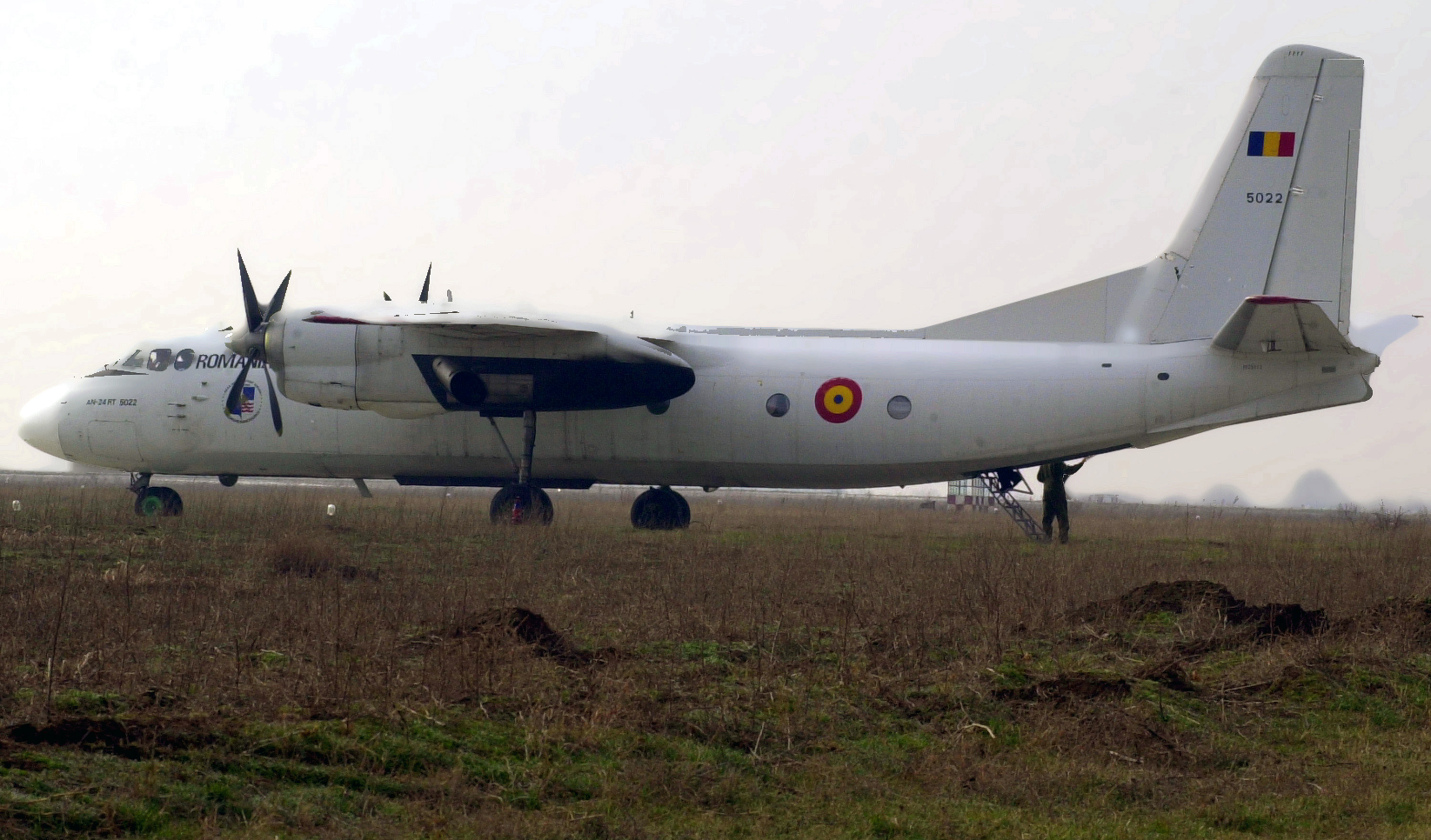
An-24 din dotarea Forțelor Aeriene Române
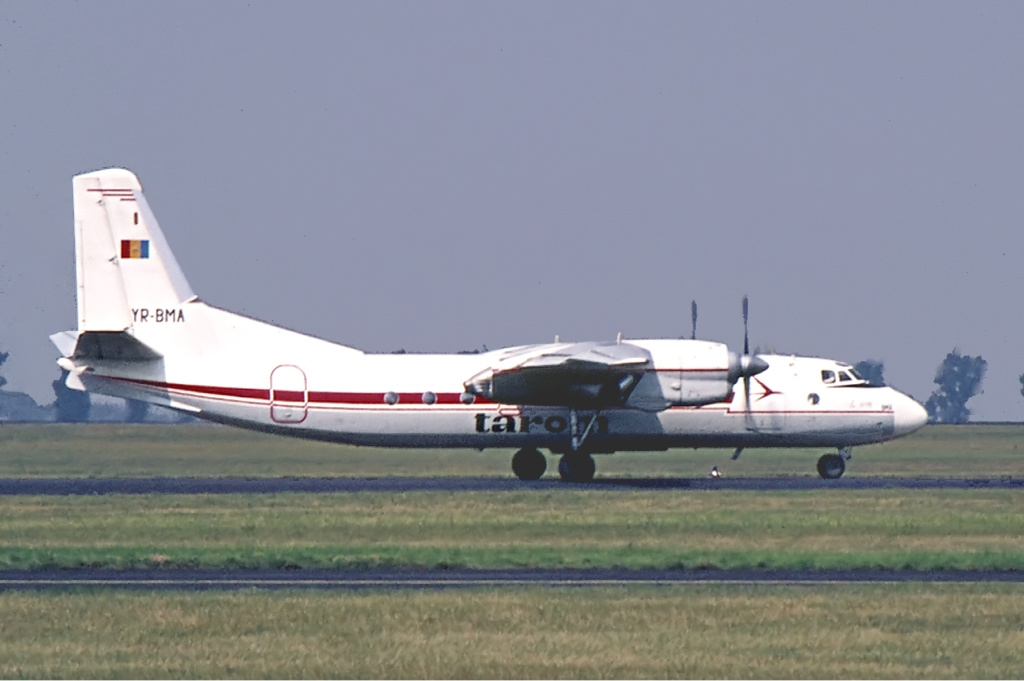
TAROM Antonov An-24 în 1975

## Vezi și
- Prăbușirea avionului Antonov An-24 din 2006

## Legături externe
Materiale media legate de Antonov An-24 la Wikimedia Commons